# Stroud, New South Wales
Stroud är en ort i Australien. Den ligger i kommunen Great Lakes och delstaten New South Wales, i den sydöstra delen av landet, omkring 180 kilometer nordost om delstatshuvudstaden Sydney. Antalet invånare är 669.
Runt Stroud är det glesbefolkat, med 9 invånare per kvadratkilometer.. Närmaste större samhälle är Dungog, omkring 20 kilometer väster om Stroud.
I omgivningarna runt Stroud växer i huvudsak städsegrön lövskog. Genomsnittlig årsnederbörd är 1 554 millimeter. Den regnigaste månaden är februari, med i genomsnitt 287 mm nederbörd, och den torraste är oktober, med 44 mm nederbörd.